# أناستازيا بافيكينا
أناستازيا بافيكينا ( (بالروسية: Анастасия Альбертовна Бавыкина)‏ . من مواليد 6 يوليو 1992 ) هي لاعبة كرة طائرة روسية، تلعب في فريق روسيا الوطني لكرة الطائرة للسيدات .
شاركت في دورة الألعاب الأوروبية 2015 في باكو. لعبت مع Zarechie Odintsovo في عام 2015. 